# Bernard Burczyk
Bernard Eryk Burczyk (ur. 17 lutego 1940 w Zabrzu) – polski piłkarz, grający na pozycji napastnika i pomocnika oraz trener.

## Kariera
Był wychowankiem Górnika Zabrze. W 1958 r. dołączył do seniorskiego zespołu.  22 lipca 1958 r. zagrał w wygranym 1ː0 meczu z Zagłębiem Sosnowiec. Następnie grał w klubach Walka Makoszowy i Star Starachowice. W 1965 r. został zawodnikiem II-ligowego Rakowa Częstochowa, z którym w sezonie 1966/1967 awansował do finału Pucharu Polski. Po sezonie przeszedł do I-ligowego GKS-u Katowice. W barwach klubu rozegrał 26 meczów na najwyższym poziomie rozgrywkowym i zdobył 3 gole. 7 lipca 1968 r. wystąpił w przegranym 2ː0 wyjazdowym meczu Pucharu Intertoto z Hansą Rostock. Po zakończeniu kariery piłkarskiej pracował jako trener m.in. AKS-u Mikołów i Unii Bieruń Stary.

## Sukcesy

### Klubowe

#### Raków Częstochowa
- Finał Pucharu Polskiː 1966/1967

### Indywidualne

#### Raków Częstochowa
- król strzelców Pucharu Polski: 1966/1967 (5 goli)